# Peletá
Peletá är en ort i Grekland.   Den ligger i prefekturen Arkadien och regionen Peloponnesos, i den södra delen av landet, 130 km sydväst om huvudstaden Aten. Peletá ligger 660 meter över havet och antalet invånare är 309.
Terrängen runt Peletá är huvudsakligen kuperad, men österut är den bergig. Runt Peletá är det glesbefolkat, med 11 invånare per kvadratkilometer. Närmaste större samhälle är Leonídio, 13,0 km norr om Peletá. 